# Поцькуни
Поцькуни (пол. Poćkuny) — село в Польщі, у гміні Сейни Сейненського повіту Підляського воєводства.
Населення — 88 осіб (2011).
У 1975-1998 роках село належало до Сувальського воєводства.

## Демографія
Демографічна структура станом на 31 березня 2011 року:
|          | Загалом | Допрацездатний вік | Працездатний вік | Постпрацездатний вік |
| -------- | ------- | ------------------ | ---------------- | -------------------- |
| Чоловіки | 44      | 12                 | 27               | 5                    |
| Жінки    | 44      | 6                  | 25               | 13                   |
| Разом    | 88      | 18                 | 52               | 18                   |